# Trupanea constans
Trupanea constans är en tvåvingeart som beskrevs av Munro 1964. Trupanea constans ingår i släktet Trupanea och familjen borrflugor. Inga underarter finns listade i Catalogue of Life.